# Condado de Fuenclara

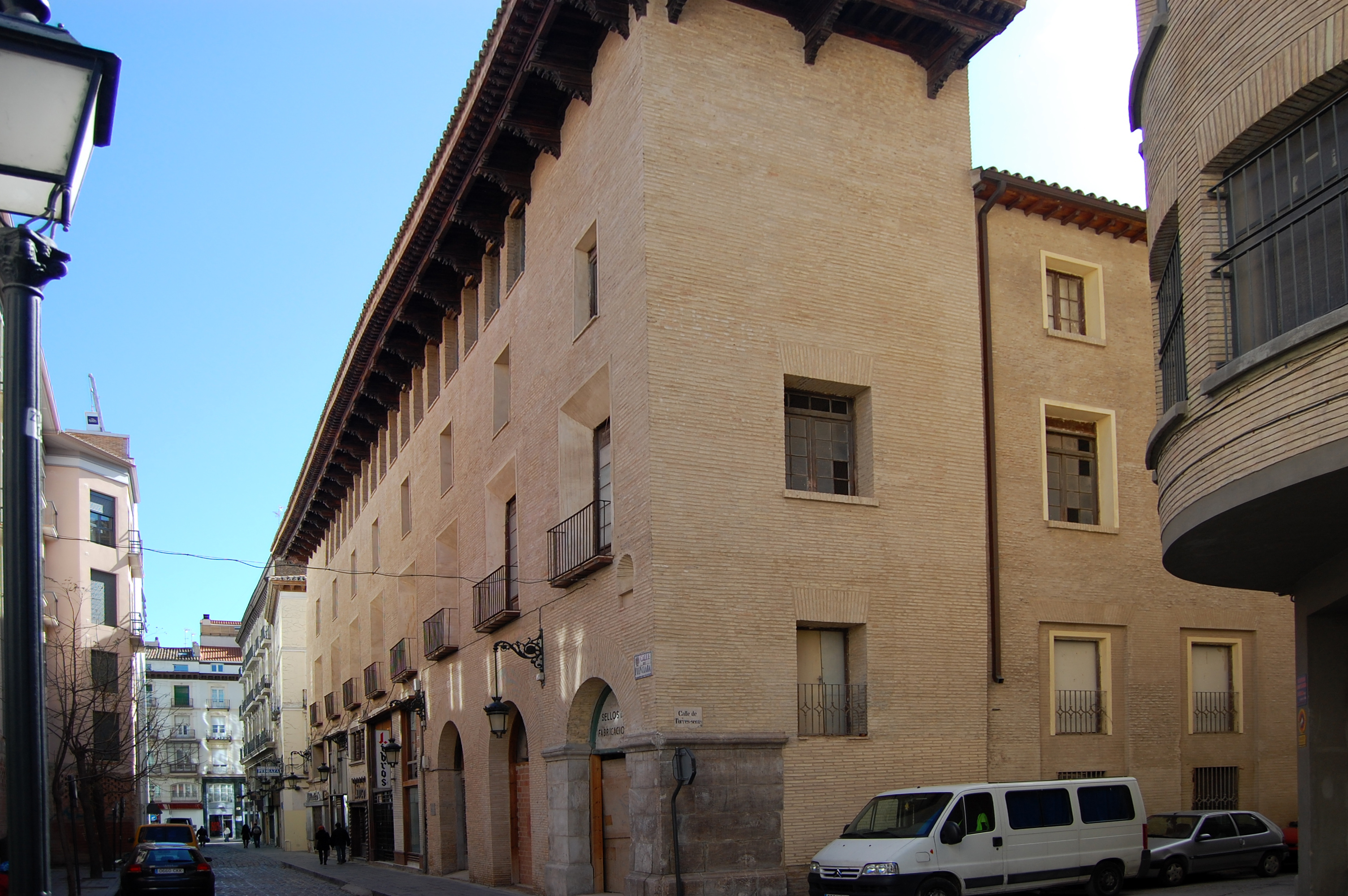
El palacio de Fuenclara, en Zaragoza.

El Condado de Fuenclara estaba situado en Aragón cerca de la zona de Sástago y Luceni. Fue creado por Felipe IV en 1663 y abolido (junto con todas estas jurisdicciones) en el siglo XIX.
Muy relacionado con el condado de Sástago, se generó a partir del marquesado de Calanda.

## Condes de Fuenclara
- Enrique de Alagón y Pimentel (27 de febrero de 1602-1651), hijo de Martin de Alagón, VI conde de Sástago y Victoria Pimentel Colonna y Álvarez de Toledo. A cargo de tercio de Flandes llamado "Tercio de Fuenclara"[1]
- Enrique de Alagón, Guevara y Pimentel, hijo del anterior. Casado con Ana Ladrón de Guevara.
- Ana María de Alagón, Guevara y Pimentel , hermana del anterior. Casada con Juan Francisco Cebrián y Gómez de Bas
- José Cebrian y Alagón. Casado con Lorenza de Agustín y Martínez de Marcilla.
- Pedro de Cebrián y Agustín (1687-1752), casado con María Teresa Patiño y Attendolo.
- María Hipolita Cebrian y Patiño, hija del anterior y casada con Antonio Félix de Silva Fernández de Híjar Aremberg Manrique de Lara
- Jaime de Silva Cebrián. Casado con María del Pilar Fernández de Miranda y Villacís
- María del Rosario de Silva Cebrián y Fernández de Miranda y Cebrián, hija del anterior. Casada con Don José de San Martin (1761-1794) y posteriormente con José Miguel de Carvajal Vargas y Manrique de Lara
- María del Pilar Bucarelli Ursúa de Silva y Cebrián (1789-1828), hija de la anterior. Casada con Juan Bautista de Queralt y Silva.
- Juan Bautista de Queralt y Bucarelli (1814-1873), hijo de la anterior. Casado con María Dominga Bernaldo de Quirós y Colón de Larreátegui.
- María del Pilar de Queralt y Bernaldo de Quirós (1856-1907), hija de Juan Bautista de Queralt y Bucarelli. Casada con Federico Reynoso Muñoz de Velasco.
- Rafael de Reynoso y Queralt (1879- 1 de febrero de 1922). Hijo de la anterior. Casado con María de la Gloria de Collado y del Alcázar.
- María de los Dolores de Reynoso y Queralt (1880-25 de junio de 1905), Hermana del anterior. Casada con Francisco de Asís Osorio de Moscoso Jordán de Urríes.
- Gerardo Osorio de Moscoso y Reynoso (1903-1936 Matanzas de Paracuellos). Hijo de la anterior. Casado con María de la Consolación Castillejo y Wall
- María del Perpetuo Socorro Osorio de Moscoso y Reynoso (1899-1980). Hermana del anterior. Casada con Leopoldo Barón y Torres.
- María del Pilar Barón y Osorio de Moscoso (1921-1989) hija del anterior.
- Íñigo Castellano y Barón  (1949- ). Sobrino de la anterior. Hijo de Jaime de Castellano y Mazarredo, y Blanca Baron y Osorio de Moscoso.[2]

## Posesiones
Entre sus pertenencias cabe destacar el Palacio de Fuenclara en Zaragoza, y otro en Luceni Palacio de los condes de Fuenclara.